# The Gathering (musikgrupp)
The Gathering är ett nederländskt rockband bildat i Oss 1989 av bröderna Hans och René Rutten samt sångaren Bart Smits.
Gruppens tidigaste skivor kategoriserades som atmosfärisk doom metal med influender från death metal-band som Celtic Frost och Hellhammer. 1998, i samband med deras femte album How to Measure a Planet?, skiftades musikstilen från metal till samtida populära genrer som shoegazing, postrock och experimentell rock, vilket gav dem uppmärksamhet även utanför Europa.
I augusti 2007 lämnade Anneke van Giersbergen gruppen för att fokusera på sitt soloprojekt Agua de Annique. Den 12 mars 2009 tillkännagav The Gathering deras nya sångare Silje Wergeland, tidigare från bandet Octavia Sperati. Deras senaste album, Afterwords, gavs ut den 25 oktober 2013. 

## Historik
Musikgruppen grundades 1989 i den lilla staden Oss i Nederländerna av bröderna Hans och René Rutten samt sångaren Bart Smits. Därefter anslöt sig Hugo Prinsen Geerligs, Jelmer Wiersma och Frank Boeijen i deras första uppsättning.

## Medlemmar
Nuvarande medlemmar
- René Rutten – gitarr, flöjt, theremin, didjeridu (1989– )
- Hans Rutten – trummor (1989– )
- Frank Boeijen – keyboard, piano, sampling (1990– )
- Silje Wergeland – sång (2009– )
- Hugo Prinsen Geerligs – basgitarr (1989–2004; 2018–)

Tidigare medlemmar
- Marin – basgitarr (1989)
- Henk van Koeverden – keyboard
- Jelmer Wiersma – gitarr (1989–1998)
- Bart Smits – sång (1989–1993)
- Marike Groot – sång (1992–1993)
- Niels Duffhues – sång, gitarr (1993–1994)
- Martine van Loon – sång (1993–1994)
- Anneke van Giersbergen – sång, gitarr (1994–2007)
- Marjolein Kooijman – basgitarr (2004–2014)

Turnerande medlemmar
- Hugo Prinsen Geerligs – basgitarr (2010, 2012, 2014)
- Jelmer Wiersma – gitarr (2012, 2014)
- Marike Groot – sång (2012, 2014)
- Bart Smits – sång (2012, 2014)
- Anneke van Giersbergen – sång (2014)

Tidslinje

## Diskografi

### Studioalbum
- Always... (1992)  Foundation 2000
- Almost a Dance (1993)  Foundation 2000
- Mandylion (1995)  Century Media Sold: 130 000
- Nighttime Birds (1997)  Century Media Sold: 90 000
- How to measure a planet? (1998)  Century Media Sold: 80 000
- if_then_else (2000)  Century Media Sold: 65 000
- Souvenirs (2003)  Psychonaut Records Sold: 40 000
- Home (2006)  Noise/The End
- The West Pole (2009)  Psychonaut Records
- Disclosure (2012)  Psychonaut Records
- Afterwords (2013)  Psychonaut Records
- Beautiful Distortion (2022)  Psychonaut Records

### Livealbum
- Superheat (2000)  Century Media
- Sleepy Buildings – A Semi Acoustic Evening (2004)  Century Media
- A Noise Severe (2007)  Psychonaut Records
- TG25: Live at Doornroosje (2016)  Psychonaut Records
- In Motion (2016)  Alone Records
- A Sound Relief (2018)  Självutgivet

### EP
- Black Light District (2002) Psychonaut Records
- City From Above (2009) Psychonaut Records
- A Sound Relief (2010) Psychonaut Records
- Afterlights (2012) Psychonaut Records

### Singlar
- "Strange Machines" (1995) Century Media
- "Adrenaline" / "Leaves" (1996) Century Media
- "The May Song" (1997) Century Media
- "Kevin's Telescope" (1997) Century Media
- "Liberty Bell" (1998) Century Media
- "Amity" (2000) Century Media
- "Rollercoaster" (2000) Century Media
- "Monsters" (2003) Psychonaut Records
- "You Learn About It" (2003) Psychonaut Records
- "Heroes for Ghosts" (2011) Psychonaut Records
- "Meltdown" (2012) Psychonaut Records
- "Echoes Keep Growing" (2013) Psychonaut Records
- "Afterwards" (2013) Psychonaut Records
- "Paper Waves" (2015) Psychonaut Records
- "Strange Machines" (2015) Psychonaut Records
- "King for a Day" (2015) Psychonaut Records
- "Travel" (2015) Psychonaut Records

### Samlingsalbum
- Downfall: The Early Years (2001) 2CD Hammerheart Records
- Accessories: Rarities & B-Sides (2005) Century Media Records
- Sand and Mercury (2008) 10CD box Century Media Records
- TG25: Diving into the Unknown (2014) 3CD Psychonaut Records
- Original Album Collection (2015) 5CD box Century Media Records
- Blueprints (2017) Psychonaut Records
- The Singles Collection (1995-2001) (2019) 7x12" vinyl Alone Records

### Annat
- "Sziget Festival" (2006) I Scream Records – delad singel med Green Lizard, 5,000 kopior gavs bort vid Sziget Festival, Budapest, 2006

## Videografi

### Musikvideor
Videor har gjorts till följande låtar: 
- "King for a Day"
- "Leaves"
- "Strange Machines" (Unreleased)
- "Liberty Bell"
- "My Electricity"
- "Monsters"
- "Life's What You Make It"
- "You Learn About It"
- "Alone"
- "Forgotten"
- "All You Are"
- "No Bird Call"[2]
- "Heroes For Ghosts"

### DVD
- In Motion (2002)
- A Sound Relief (2005)
- A Noise Severe (2007). Inspelat i Santiago, Chile, den 24 March 2007.